# Homosexualität in Costa Rica

Costa Rica

Costa Rica ist als ein eher konservatives Land einzustufen, wenn es um sexuelle Orientierung und Gender-Bewusstsein geht. Die Bevölkerung ist zu über 75 % katholisch und lebt in einer Machismo-Kultur. Homosexualität wird als unmoralisch angesehen, jedoch ignoriert, wenn man sie nur im Privaten auslebt. Für die meisten Costa-Ricaner ist Sex eine intime persönliche Angelegenheit, über die man in der Öffentlichkeit nicht spricht und nach der man nicht nachfragt.
Die Eingetragene Partnerschaft wurde in Costa Rica ab Juli 2013 legitimiert. Als erstes Land Mittelamerikas führte Costa Rica am 26. Mai 2020 die gleichgeschlechtliche Ehe ein.

## Legalität
Der Sexualakt zwischen erwachsenen Gleichgeschlechtlichen im privaten Raum stellt seit 1976 kein Vergehen mehr dar. Das Schutzalter für homosexuellen Geschlechtsverkehr liegt bei 17 Jahren, für heterosexuelle Handlungen je nach Umständen zwischen 15 und 16 Jahren.

## Antidiskriminierungsgesetze
Es existiert keine Gesetzgebung, die Homosexuelle oder Transsexuelle vor Diskriminierung in der Öffentlichkeit oder am Arbeitsplatz schützt. Das heißt, dass solche Menschen häufig Belästigungen und Diskriminierung ausgesetzt sind.
Der oberste Gerichtshof und das Komitee für Menschenrechte arbeiteten in den 1990ern Regelungen aus, welche das Recht von Homosexuellen schützt, Vereine und Organisationen zu gründen, sowie Bars und Nachtklubs zu betreiben. Durch diese neue Bestimmung kamen einige schwach organisierte Gruppierungen auf und die ersten Nachtklubs eröffneten.
Im Jahr 1992 gründete sich die Triangulo Rosa, der andere Organisationen, wie zum Beispiel die Agua Buena Asociación de Derechos Humanos folgten, welche sich auf Menschenrechte und Gesundheitsvorsorge in der LGBT-Community spezialisieren.

## Anerkennung gleichgeschlechtlicher Ehen

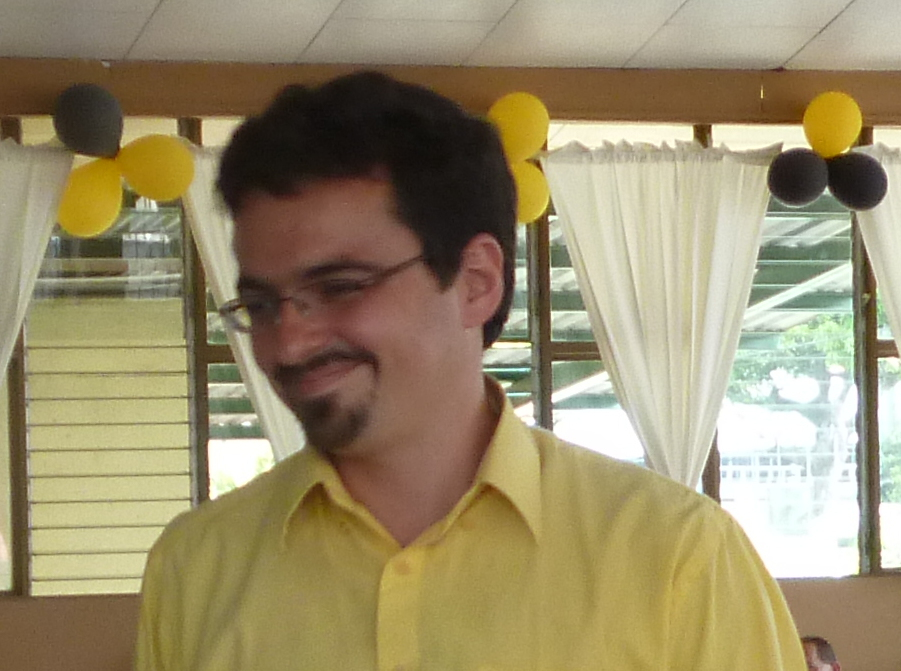
Durch einen Änderungsantrag des Abgeordneten José María Villalta verabschiedete das Parlament ein Gesetz zur Anerkennung gleichgeschlechtlicher Paare

Die Ehe wurde bis 2013 als eine Verbindung von Mann und Frau definiert. Im Juli 2013 verabschiedete das Parlament einen Änderungsantrag des Abgeordneten José María Villalta von der Partei Frente Amplio zur Einführung eines Lebenspartnerschaftsinstitutes für gleichgeschlechtliche Paare. Das Gesetz wurde von der Präsidentin Laura Chinchilla von der sozialdemokratischen Partei der Nationalen Befreiung unterzeichnet. Anschließend gaben christlich-konservative Abgeordnete allerdings an, für den Antrag gestimmt, ohne ihn gelesen zu haben und kündigten eine Klage vor dem Verfassungsgericht an.
Die von einem schwulen Paar beantragte Gleichstellung wurde am 20. September 2013 von einem Familiengericht in San José abgelehnt. Im August 2015 kündigte die sozialdemokratische Regierung von Luis Guillermo Solís an, ein Lebenspartnerschaftsinstitut in Costa Rica zu ermöglichen.
Im August 2018 urteilte das Verfassungsgericht von Costa Rica (Corte Suprema de Justicia), dass bis zum Februar 2020 die gleichgeschlechtliche Ehe in Costa Rica gesetzlich erlaubt werden muss. Präsident Carlos Alvarado Quesada begrüßte seinerzeit dieses Urteil. Am 26. Mai 2020 wurde die gleichgeschlechtliche Ehe legalisiert.

## Gesellschaftliche Situation

Gay Costa Rica

Eine lebendige Nachtszene hat sich in San José gebildet: schwule und schwulenfreundliche Diskotheken, Saunas, Cafés und Bars wie etwa Bochinche, Al Despiste, Punto G, La Avispa, Puchos und andere. An der pazifischen Küste liegt die Stadt Manuel Antonio, mit einem sehr schwulenfreundlichen Ambiente, vielen Hotels und Bars, und der einzige schwule FKK-Strand in ganz Mittelamerika. Im übrigen Land gibt es kaum schwule Etablissements.
Da es, anders als seine Nachbarstaaten, aber wenigstens über diese zwei Orte mit schwuler Infrastruktur verfügt, ist Costa Rica zu einem beliebten Reiseziel für schwule Reisende geworden, besonders aus Kanada und den Vereinigten Staaten. In den späten 1990ern hat zwar die römisch-katholische Kirche mit einem Protestmarsch gegen den Sextourismus versucht, auch den „Schwulentourismus“ zu problematisieren. Während Costa Rica aber strenge Vorschriften gegen Sextourismus, insbesondere bezüglich Kontakt zu Minderjährigen, erließ, betrifft dies homo- wie heterosexuelle Besucher gleichermaßen, und hat mit der Attraktivität des Landes für lesbische und schwule Paare relativ wenig zu tun.

### Politische Parteien
Die meisten politischen Parteien in Costa Rica ignorieren Schwulenrechte und Forderungen. Allein die „Partei der Libertären Bewegung“ (Partido Movimiento Libertario) drückt dafür Unterstützung aus.